# Janka János
Janka János (Gádoros, 1932. november 13. – ?, 2010. január) labdarúgó, fedezet, orvos.

## Pályafutása
14 éves korában Gádoroson kezdte a labdarúgást. Majd 1953-ig a Szentesi Kinizsi csapatában játszott. 1954 és 1961 között volt a Szegedi EAC játékosa. Baráth Jánossal, a korszak egyik legjobb szegedi labdarúgójával kellett megküzdenie a csapatba kerülésért, így kevesebbszer jutott szóhoz. 1961-ben a Szegedi Építőkhöz igazolt. Az aktív labdarúgást 55 évesen a Szegedi Spartacus csapatában fejezte be. Ezt követően rendszeresen teniszezett és az ő kezdeményezésre rendeznek 1991 óta veterán teniszversenyt Szegeden, amely halála óta a nevét viseli: Dr. Janka János nemzetközi veterán teniszverseny. A civil életben orvosként dolgozott és hivatása mindig előnyt élvezett az élsporttal szemben.